# Cayoosh Creek
Der Cayoosh Creek ist ein 66 km langer rechter Nebenfluss des Seton River in der kanadischen Provinz British Columbia.

## Flusslauf
Der Cayoosh Creek entspringt auf einer Höhe von etwa 2030 m am Südosthang des 2561 m hohen Cayoosh Mountain am Cayoosh Pass in der Cayoosh Range, welche zur Lillooet Ranges gehört, die wiederum ein Teilgebirge der Pacific Ranges ist. Der Cayoosh Creek fließt anfangs in östlicher Richtung. Nach 16 km erreicht er den Duffey Lake Provincial Park und dort das westliche Ende des Duffey Lake, den er in östlicher Richtung durchfließt. Anschließend wendet sich der Cayoosh Creek nach Nordosten und erreicht nach weiteren 44 km den Seton River, 3 km oberhalb dessen Mündung in den Fraser River. Der British Columbia Highway 99 (Duffey Lake Road) führt entlang dem Flusslauf.

## Wasserkraftwerk Walden North
2,5 km oberhalb der Mündung befindet sich oberhalb der Pix Falls am Cayoosh Creek ein Damm. Der Großteil des Flusswassers wird dem abstrom gelegenen Wasserkraftwerk Walden North zugeleitet. Dieses wurde 1992 in Betrieb genommen. Eine 250 m lange Rohrleitung sowie ein 100 m langer Druckstollen leiten das Wasser dem Kraftwerk zu. Dieses besitzt 5 Francis-Turbinen mit einer Gesamtleistung von 16 MW. Unterhalb des Wasserkraftwerks wird ein Teil des Wassers über eine unterirdische Rohrleitung dem Seton Lake zugeführt. Die restliche Wassermenge wird in den nahen Cayoosh Creek zurückgeführt. Wie viel Wasser wohin gelangt, hängt unter anderem von der Jahreszeit ab und dient der Erhaltung der Lachswanderung in den Seton Lake und in dessen Zuflüsse. Auf den letzten 2,5 km des Cayoosh Creek verbleibt im Flussbett die restliche Wassermenge. Etwa 700 m oberhalb der Mündung kreuzt der Fluss den Seton Canal mittels eines Dükers.

## Hydrologie
Das Einzugsgebiet des Cayoosh Creek umfasst 885 km². Der mittlere Abfluss an der Mündung beträgt ungefähr 7,6 m³/s.

## Sonstiges
Der Seton River galt früher als ein Nebenfluss des Cayoosh Creek. An der Mündung des Seton River südlich der Kleinstadt Lillooet befindet sich das Cayoosh-Creek-Indianerreservat. 